# Krzykosy (gmina)
Pour les articles homonymes, voir Krzykosy.
Krzykosy est une gmina rurale du powiat de Środa Wielkopolska, Grande-Pologne, dans le centre-ouest de la Pologne. Son siège est le village de Krzykosy, qui se situe à environ 15 km au sud-est de Środa Wielkopolska et à environ 45 km au sud-est de la capitale régionale Poznań.
La gmina couvre une superficie de 110,47 km2 pour une population de 6 721 habitants en 2011.

## Géographie

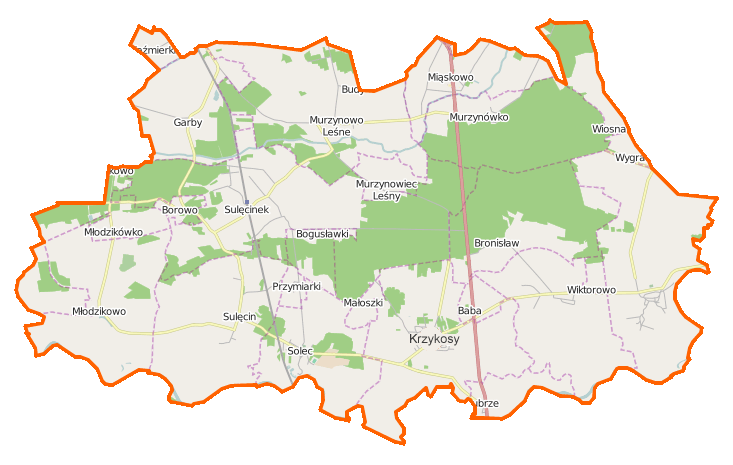
Plan de la gmina.

Outre le village de Krzykosy, la gmina inclut les villages de:
- Borowo
- Garby
- Miąskowo
- Młodzikowo
- Młodzikówko
- Murzynowo Leśne
- Pięczkowo
- Solec
- Sulęcin
- Sulęcinek
- Wiosna
- Witowo

### Gminy voisines
La gmina de Krzykosy est bordée des gminy de :
- Książ Wielkopolski
- Miłosław
- Nowe Miasto nad Wartą
- Środa Wielkopolska
- Zaniemyśl

## Structure du terrain
D'après les données de 2002, la superficie de la commune de Krzykosy est de 110,46 km², répartis comme tel :
- terres agricoles : 63%
- forêts : 28%

La commune représente 17,73% de la superficie du powiat.

## Démographie
Données du 30 juin 2004 :
| Description        | Total  | Total | Femmes | Femmes | Hommes | Hommes |
| ------------------ | ------ | ----- | ------ | ------ | ------ | ------ |
| Unité              | Nombre | %     | Nombre | %      | Nombre | %      |
| population         | 6 460  | 100   | 3 266  | 50,6   | 3 194  | 49,4   |
| Densité (hab./km²) | 58,5   | 58,5  | 29,6   | 29,6   | 28,9   | 28,9   |